# Ервин Холперт
Ервин Холперт (Сомбор, 22. април 1986) српски је кајакаш.

## Каријера
Прву медаљу на великим такмичењима освојио је на ЕП 2012. у четверцу на 1000 метара. Године 2017. је направио још већи успех освојивши сребро.
Учествовао је на Летњим олимпијским играма 2012.
На Европским играма 2023. је освојио бронзу са Марком Драгосављевићем.